# Remote Control
|  | Denne artikel er oprettet af botten Steenthbot ud fra en ekstern database. Den kan derfor have sproglige fejl eller mangler. Denne skabelon kan fjernes efter kontrol af indholdet. |

Remote Control er en dansk dokumentarfilm fra 2024 instrueret af David Borenstein.

## Handling
REMOTE CONTROL udforsker denne ændrede virkelighed ved at se på et dusin af forskellige menneskelige følelser - og hvordan internettet radikalt transformerer den måde, vi oplever dem på. Filmen udforsker et dusin forskellige følelser – og hvordan folk på internettet bruger dem til at få folk til at klikke på ting. Hvordan er vores psykologi våben mod os for at påvirke vores beslutningstagning? Hvor meget fri vilje har vi egentlig online? Hvordan transformerer internettet den måde, vi oplever vores grundlæggende følelser på?